# Rottmünde
Die Rottmünde ist ein knapp 9,9 km langer, rechter bzw. östlicher Nebenfluss der Weser im Landkreis Holzminden in Niedersachsen (Deutschland).
Die Rottmünde entspringt im Westteil des Mittelgebirges Solling. Ihre Quelle liegt westsüdwestlich des nicht von ihr durchflossenen Dorfs Neuhaus im Solling, einem Stadtteil von Holzminden. Sie befindet sich in bewaldetem Gebiet des Staatsforst Boffzen im Naturschutzgebiet Kleines Bruch und Düsteres Bruch am Waldweg Dreygrundsweg auf etwa 395 m ü. NN.
Die Rottmünde fließt überwiegend westwärts entlang der Landesstraße 549 durch den Solling und den Staatsforst Boffzen, passiert dabei die Ansiedlung Rottmünde und erreicht bei Verlassen des Sollings das Obere Wesertal.
In diesem Stromtal mündet die Rottmünde nach Unterqueren der stillgelegten Bahnstrecke Holzminden–Scherfede und direkt nach Durchfließen von Boffzen auf rund 88 m ü. NN in die dort von Süden kommende und zur Nordsee fließende Weser (Weserflusskilometer 66,1).
1587 erscheint der Bach als Rottmunde in den schriftlichen Aufzeichnungen. Bei dem Namen handelt es sich um einen Flurnamen, der auf das Gewässer übertragen wurde. Möglicherweise war der ursprüngliche Name Rotte und die heutige Endung bedeutet entweder Mündung oder sie leitet sich vom germanischen *manja- für „Feuchtgebiet“ ab.